# Sofia Coppola
Sofia Carmina Coppola (New York, 14 mei 1971) is een Amerikaanse filmregisseuse, scenarioschrijver en voormalig actrice.

## Biografie
Sofia Coppola, dochter van regisseur Francis Ford Coppola, werd geboren in 1971 en was nog maar een jaar oud toen ze optrad in 1972 op het witte doek als "de baby" (een jongen) in de doopscène in The Godfather.
Later zou ze een grotere rol spelen in The Godfather Part III toen ze op het laatste moment Winona Ryder verving. De kritiek was over dit optreden weinig vleiend. Ook speelde ze in Star Wars: Episode I: The Phantom Menace.
Haar debuut als regisseur kwam in 1998 in de vorm van Lick the Star, een korte film die zich afspeelt op een middelbare school. Met haar eerste langspeelfilm, The Virgin Suicides (1999), naar een boek van Jeffrey Eugenides, wist ze internationaal de aandacht te trekken. Haar tweede productie, Lost in Translation (2003), kreeg vier Oscarnominaties: voor beste acteur (Bill Murray), beste film, beste regie en beste script.
In 2006 maakte ze Marie Antoinette, een kostuumdrama over het leven van Marie Antoinette, de echtgenote van de Franse achttiende-eeuwse koning Lodewijk XVI.
Sofia en haar vriend, Thomas Mars (zanger van de band Phoenix, te horen in Lost in Translation en te zien in Marie Antoinette), hebben een dochtertje, Romy.
In 2004 was Sofia Coppola de eerste Amerikaanse vrouw die een Oscarnominatie (2004) kreeg voor beste regisseur. Uiteindelijk won ze een Oscar voor het beste script voor haar film Lost in Translation.
Haar film Somewhere won in 2010 de Gouden Leeuw op het filmfestival van Venetië.
In 2017 werd ze de eerste Amerikaanse vrouw die de prijs voor Beste Regisseur ontving op het filmfestival van Cannes voor haar film The Beguiled.

## Trivia
- In de films van Sofia Coppola zijn de personages vaak op zoek naar een beter leven en denken ze na over hun eigen bestaan of levensdoel. Door camerawerk, muziek en belichting creëert Coppola een dromerige, haast surrealistische sfeer.
- Films van Sofia Coppola hebben vaak weinig dialoog. De personages zeggen korte weinig emotioneel geladen formules en de stilte die tussen deze uitspraken zit is vaak belangrijker voor het verbeelden van hun emotionele gesteldheid dan de tekst zelf.
- Coppola vindt het leuk om een satirisch beeld te schetsen van een maatschappij. In The Virgin Suicides schiep ze een kitscherig en bij vlagen ironisch beeld van de jongerencultuur uit de jaren zeventig. In Lost in Translation bracht ze de Japanse cultuur en consumptiemaatschappij op humoristische (en volgens sommigen beledigende) wijze in beeld. In Marie Antoinette schetst ze een beeld van het achttiende-eeuwse Franse hof met veel decadentie, roze kostuums en pruiken.
- Haar films hebben een uitbundige soundtrack met veel verschillende bestaande nummers. The Virgin Suicides bevat veel jaren-zeventig-popmuziek, Lost in Translation veel Japanse popnummers en in Marie Antoinette gebruikt ze muziek van rockbands uit de jaren tachtig.
- Sofia Coppola is de dochter van Oscarwinnende filmregisseur Francis Ford Coppola (o.a. bekend van films als The Godfather, Apocalypse Now en The Conversation), en heeft bekende familieleden als Roman Coppola, Nicolas Cage, Talia Shire, Jason Schwartzman en Robert Carmine Schwartzman.
- Coppola is al lange tijd bevriend met modeontwerper Marc Jacobs en heeft meermalen met hem samengewerkt als model en regisseur.[1]

## Filmografie

### Regisseur
- The Virgin Suicides (1999)
- Lost in Translation (2003)
- Marie Antoinette (2006)
- Somewhere (2010)
- The Bling Ring (2013)
- The Beguiled (2017)
- On the Rocks (2020)
- Priscilla (2023)

### Actrice
- The Godfather (1972) als baby Michael Francis Rizzi (onvermeld)
- The Godfather: Part II (1974) als kind op schip (onvermeld)
- Rumble Fish (1983) als Donna
- The Cotton Club (1984) als meisje op straat
- Peggy Sue Got Married (1986) als Nancy Kelcher
- Anna (1987) als Noodle
- The Godfather: Part III (1990) als Mary Corleone
- Inside Monkey Zetterland (1992) als Cindy
- Star Wars: Episode I: The Phantom Menace (1999) als Saché
- CQ (2001) als Enzo's maîtresse

- Bibsys: 4024247
- Biblioteca Nacional de España: XX1677511
- Bibliothèque nationale de France: cb140224581 (data)
- Catàleg d'autoritats de noms i títols de Catalunya: 981058512855206706
- CiNii: DA12857249
- Gemeinsame Normdatei: 129584800
- International Standard Name Identifier: 0000 0001 1449 9867
- Library of Congress Control Number: no2003019881
- Nationale Bibliotheek van Letland: 000351208
- MusicBrainz: e1e4be2b-8dfb-49d7-80a7-85f6d0fc8076
- Bibliotheek van het Japanse parlement: 00818712
- Nationale Bibliotheek van Tsjechië: jx20050419022
- Nationale Bibliotheek van Israël: 987007449513005171
- Nationale Bibliotheek van Polen: a0000002927774
- Nederlandse Thesaurus van Auteursnamen: 213320908
- RKD-Nederlands Instituut voor Kunstgeschiedenis: 408234
- Istituto Centrale per il Catalogo Unico: UBOV487149
- LIBRIS: 263126
- SNAC: w6697x86
- Système universitaire de documentation: 077755588
- Semantic Scholar: 4567978
- Union List of Artist Names: 500471728
- Virtual International Authority File: 84318438
- WorldCat: E39PBJqQBM67HvvXpH7HBppF8C